# Bad Bertrich
Bad Bertrich es un municipio de la Alemania localizado en el distrito (Kreis o Landkreis) de Cochem-Zell, en la asociación municipal de Verbandsgemeinde Ulmen, en el estado de Renania-Palatinado.